# Friuli Latisana Cabernet franc
Il Friuli Latisana Cabernet franc è un vino DOC la cui produzione è consentita nella provincia di Udine.

## Caratteristiche organolettiche
- colore: rosso rubino intenso.
- odore: tipico erbaceo.
- sapore: caratteristico, gradevole, leggermente erbaceo, fine.

## Produzione
Provincia, stagione, volume in ettolitri
- Udine  (1990/91)  121,1
- Udine  (1991/92)  229,11
- Udine  (1992/93)  503,58
- Udine  (1993/94)  1343,09
- Udine  (1994/95)  1223,53
- Udine  (1995/96)  1293,88
- Udine  (1996/97)  1717,38